# Silverwing (singolo)
Silverwing è un singolo della cantante svedese Jennie Tebler, pubblicato l'11 aprile 2005 dalla Black Mark Records. Le musiche sono state suonate e composte da Quorthon.

## Tracce
1. Silverwing – 5:18
2. Song To Hall Up High – 2:33

## Formazione
- Jennie Tebler - voce
- Quorthon - Tutti gli strumenti